# Fanny Bullock Workman
Fanny Bullock Workman (Worcester, Massachusetts, 8. siječnja 1859. - Cannes, 22. siječnja 1925.) bila je američka geografkinja, kartografkinja, istraživačica, alpinstica i putopiskinja. Jedna je od prvih školovanih alpinistica u povijesti, poznata po svojim istraživačkim ekspedicijama na Himalajama, te jedna od prvih žena koja se popela na najviše vrhove svijeta. Istaknula se i u izdavanju putopisa te kao predana sufražetkinja, borbi za žensko pravo glasa.
Rodila je su bogatoj obitelji, koja joj je omogućila školovanje na cijenjenim visokim školama u New Yorku, Parizu i Dresdenu. Nakon udaje za Williama Huntera Workmana, uključila se u planinarsko društvo u New Hampshireu, gdje se uspela na svoje prve planinske vrhove. Zahvaljujući dobrim vezama njezinog supruga WIlliama, zajedno su proputovali veći dio Europe, Sjevernu Afriku i Aziju. Iako su zajedno imali dvoje djece, Fanny im nije bila majčinski privržena, već su ih odgajale dadilje. Sredinom 1890-ih priključuje se feminističkom pokretu Nova žena i počinje pisati članke, rasprave i podlistke za pojedine ženske časopise. Istovremeno, počela se baviti i bicikizmom te je na biciklu proputovala Švicarsku, Francusku, Španjolsku, Alžir i Indiju. O svakom od svojih biciklističkih putovanja napisala je po jednu knjigu, u kojima se osvrtala i na položaj žena u društvu te prirodnu i kulturnu baštinu pojedinih zemalja.
Za vrijeme biciklističkog putovanja Indijom, bračni par Workman odlučio se tijekom ljetnih mjesec skrasiti u podnožje Himalaja i Karakoruma. Tamo su se prvi put susreli s drugačijom vrstom planinarstva, tzv. visinskim penjanjem, te su se ubrzo zaljubili u neistražene Himalaje. Sljedećih 14 godina Fanny i William zajedno su istraživali himalajske obronke, te se, bez sigurnosne i stručne planinarske opreme, uspinjali i na vrhove do 7.000 metara visine. Održali su i nekoliko višemjesečnih planinarskih istraživanja, koja su često bila prekidana zbog neslaganja mjesnih vlasti. Kao dobrostojeći Amerikanci nisu naišli na odobravanje u siromašnoj težačkoj zajednici, zbog čega su teško nalazili pomoćnike i radnike., ali bili s cijenjeni zbog svojih kartogafskih uradaka i otkrivanja novih obronaka.
Nakon povratka u Europu, Fanny Bullock Workman izdala je nekoliko knjiga o svojim planinarskim pothvatima. Postala je prva američka lektorica na Sorbonni i jedna od prvih Amerikanki s članstvom u Kraljevskom geografskom društvu. Primila je brojne nagrade i priznanja istaknutih europskih planinarskih i zemljopisnih društava te je u svoje vrijeme bila jedna od najcjenjenijih planinara u svijetu. Svojim pothvatima omogućila je brojnim ženama slobodno bavljenje planinarstvom i općenito športom te je pripomogla u rušenju starih predrasuda o ženama u športu i društvu.

## Vanjske poveznice
- Popis izdanih djela Fanny Bullock Workman (engl.)